# Ferdinand Foch
Ferdinand Foch [foš] (2. října 1851 Tarbes – 20. března 1929 7. pařížský obvod) byl francouzský důstojník, maršál a národní hrdina z první světové války.

## Život
Ferdinand Foch se narodil 2. října 1851 ve městě Tarbes. Již jako mladý se rozhodl, že se stane vojákem. Byl horlivým a přesvědčeným katolíkem.

## Kariéra
V roce 1871 vstoupil do armády a bojoval v prusko-francouzské válce. Poté se přihlásil na francouzskou armádní univerzitu École de Guerre, kde udělal takový dojem, že dostal nabídku, aby zde zůstal jako učitel. Jeho místní přednášky byly publikovány v knize Principy války. Později, v letech 1907–1911, zastával Foch na této univerzitě funkci ředitele.
Po vypuknutí první světové války byl Foch jmenován velitelem francouzské 9. armády během bitvy na Marně poté, co zaznamenal rozhodující úspěch u města Nancy, kdy během této bitvy velel francouzskému protiútoku. Poté byl povýšen a jmenován velitelem severní armády na Západní frontě v říjnu 1914. V této funkci setrval i v roce 1916 během bitvy na Sommě (pro kterou byl obětován jako francouzský obětní beránek a poslán na italskou frontu).
S příchodem hrdiny od Verdunu, generála Philippa Petaina, který vystřídal Roberta Nivelleho, byl Foch povolán zpět a jmenován náčelníkem generálního štábu v roce 1917.
Po intenzivním přesvědčování Georges Clemenceau, francouzského premiéra, byl Foch v březnu 1918 jmenován vrchním velitelem Spojeneckých sil, v této funkci měl časté spory s generálem Pershingem ohledně rozmístění amerických jednotek.
Foch zastavil postup německých jednotek na jaře 1918 v druhé bitvě na Marně v červenci 1918 a zahájil protiútok, zároveň byl povýšen na maršála Francie. Přijal německou kapitulaci v listopadu 1918 v železničním vagónu v Compiègne, kde došlo k podpisu příměří. Poté po ukončení války hrál Foch jednu z hlavních rolí na Pařížské mírové konferenci.
V roce 1919 mu byl přidělen městský palác Hôtel de Noirmoutier v 7. pařížském obvodu. Zemřel zde 20. března 1929. Byl mu vystrojen státní pohřeb. Od roku 1937 je pohřben pod kopulí pařížské Invalidovny. Jeho hrobka je dílem sochaře Paula Landowského.

## Manželství a potomci
V kostele sv. Michala v Saint-Brieuc se 5. listopadu 1883 oženil s Julií Bienvenüe (1860–1950). Z manželství vzešly čtyři děti. 
- Marie (1885–1972)
- Anne (1887–1981)
- Eugène (*/† 1888)
- Germain (1889–1914)

Jeho rodinný život byl postižený tragédiemi. Starší syn Eugène zemřel v brzy po narození, mladší Germain padl u Ville-Houdlémont 22. srpna 1914. Ve stejný den zemřel u Joppécourtu i jeho zeť Paul Bécourt. 
Během druhé světové války zemřel v Alžírsku při cvičném letu na bombardéru Martin B-26 Marauder jeho vnuk Jean Bécourt-Foch (1911–1944).

## Pocta
Byl po něm pojmenován francouzský těžký křižník Foch z 20. let 20. století a letadlová loď Foch ze 70. let 20. století (v současnosti slouží v Brazílii jako NAe São Paulo).
V Praze na Vinohradech po něm byla pojmenována v letech 1920–1940 a 1945–1946 významná dopravní tepna, Fochova třída (nyní Vinohradská).

## Galerie

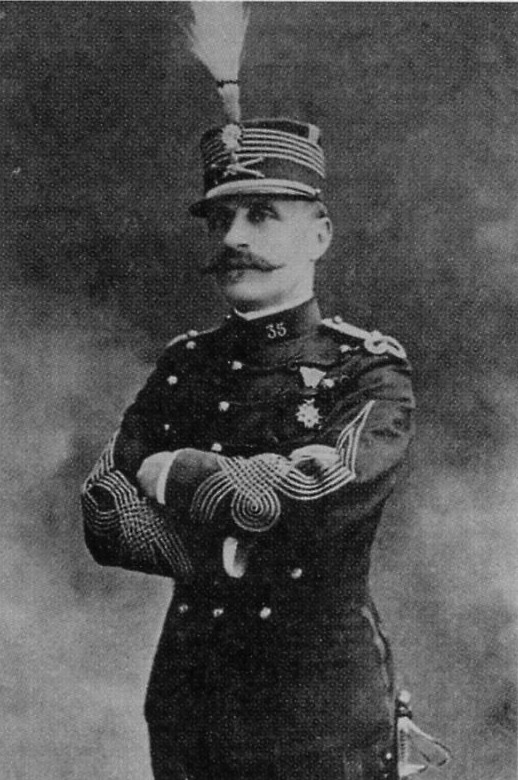
Foch jako plukovník v roce 1903
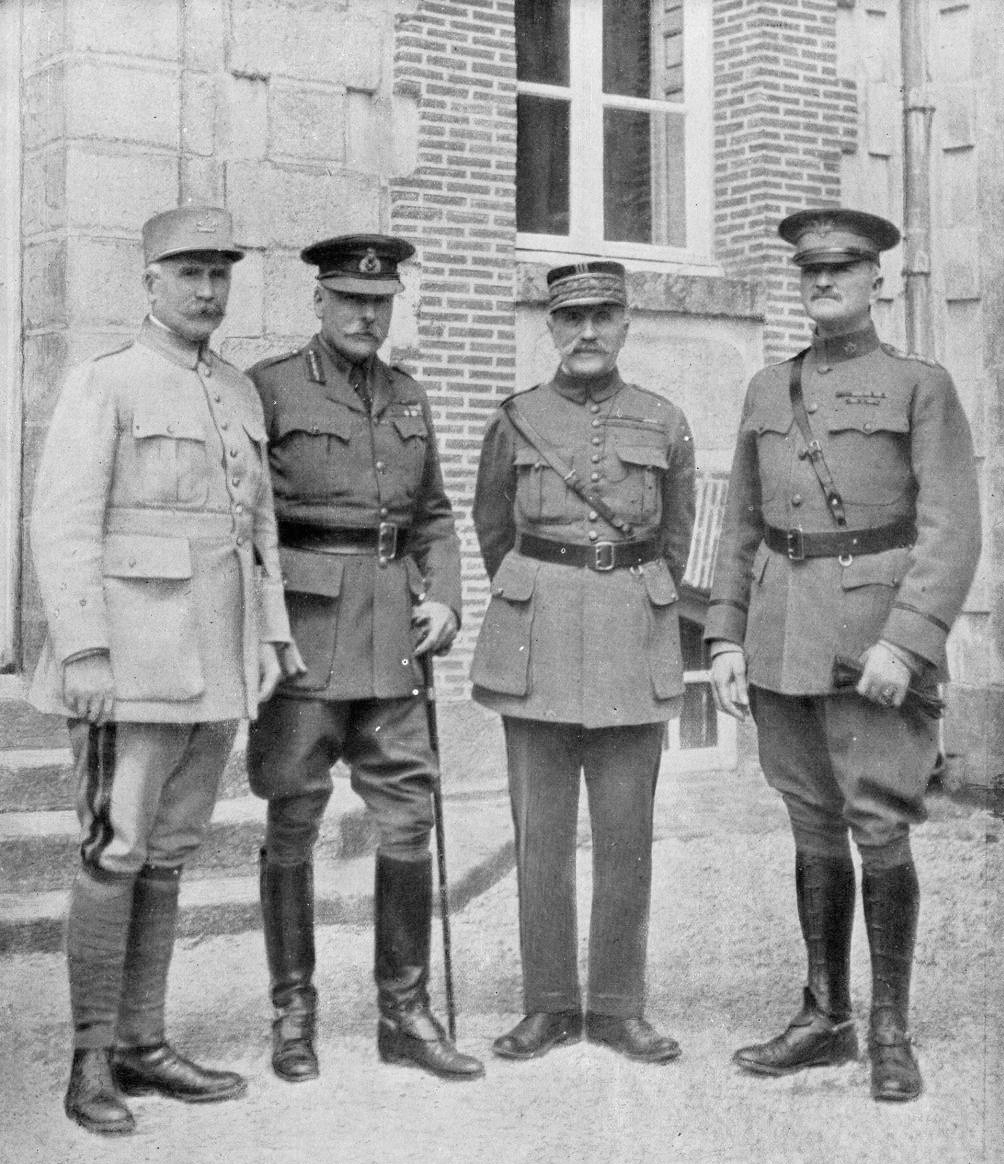
Foch, Pershing, Petain a Haig
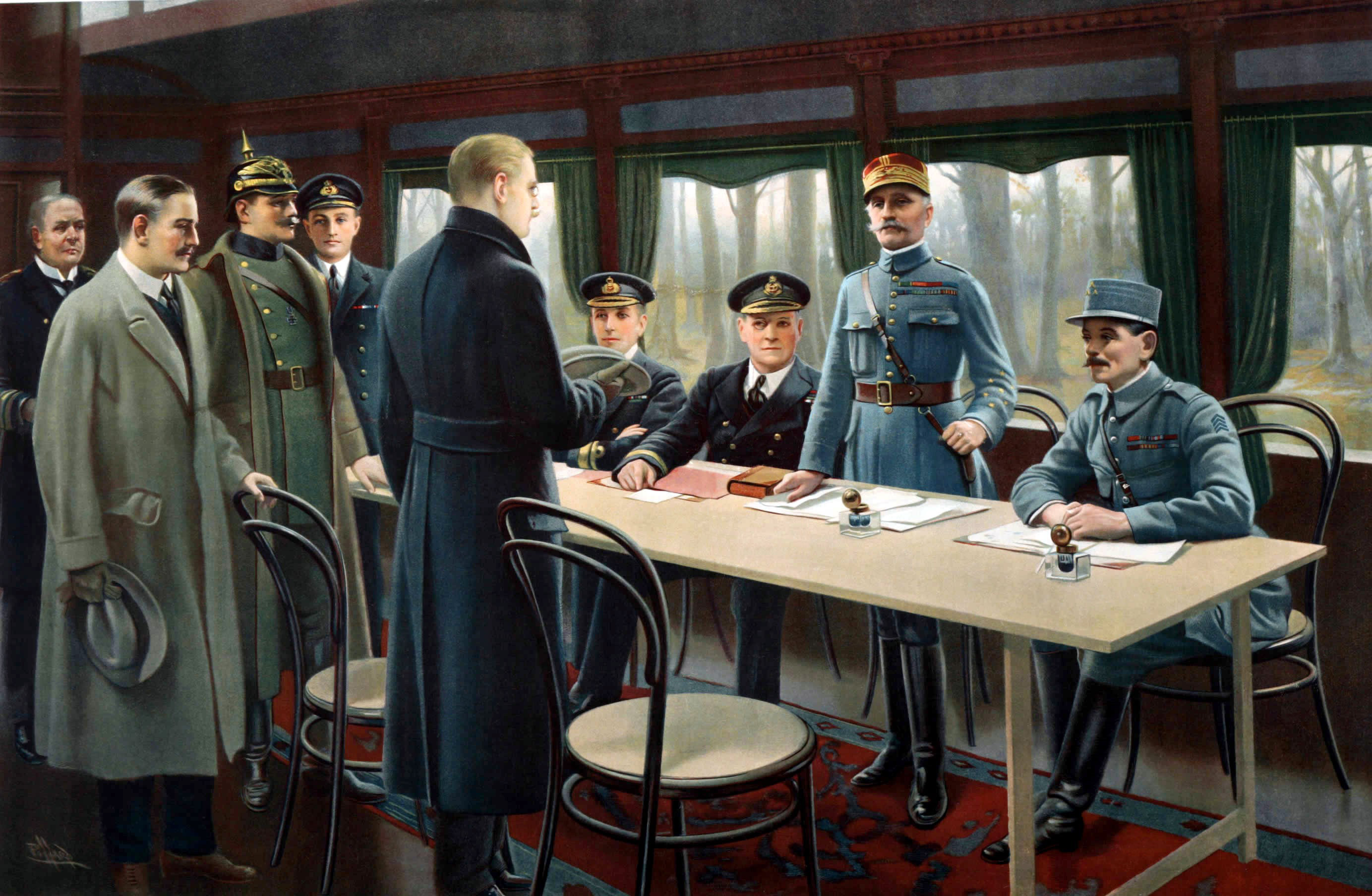
Podepsání příměří v Compiègne
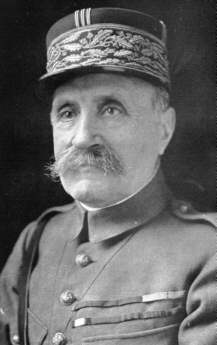
Foch okolo roku 1920
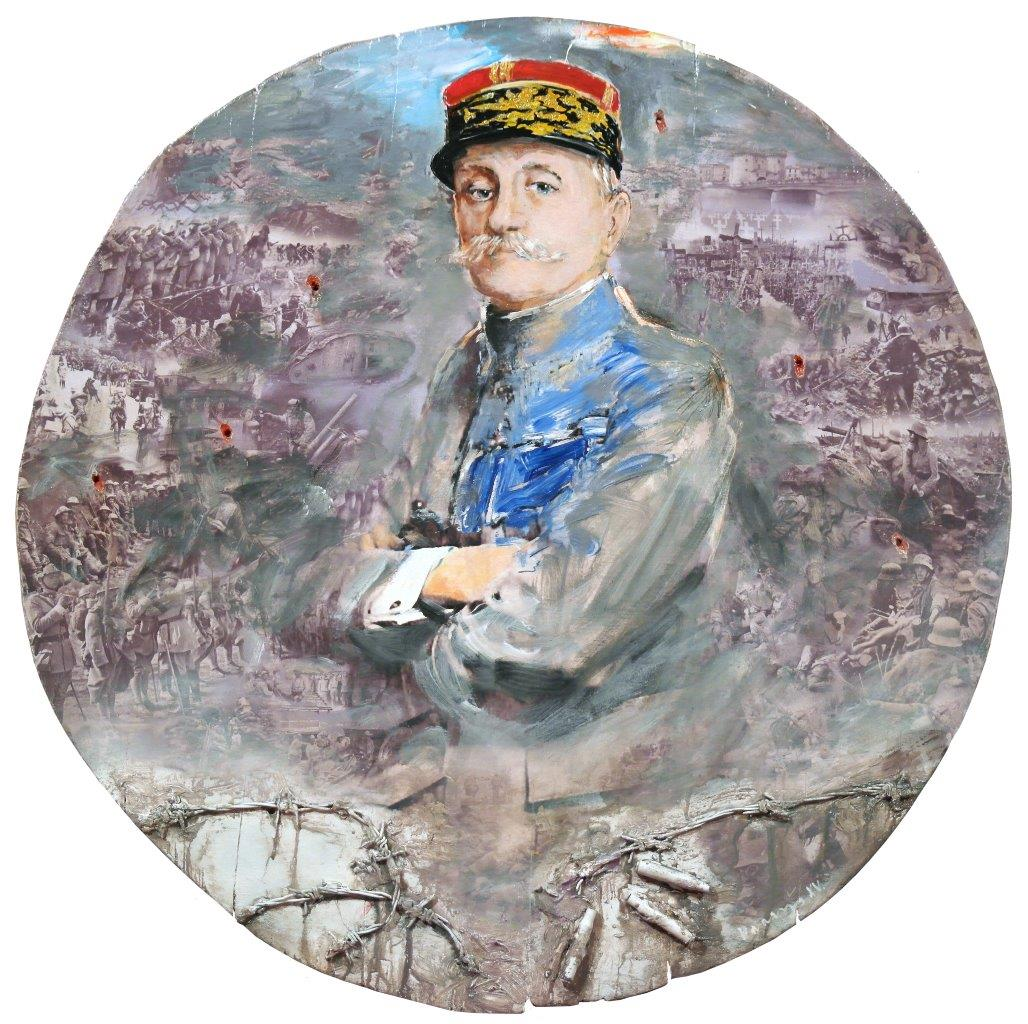
„Maršál Ferdinand Foch“; autor: Pavel Vavrys; malba na dřevě - kruhový „střelecký terč“ o průměru 85 cm (rok 2015)
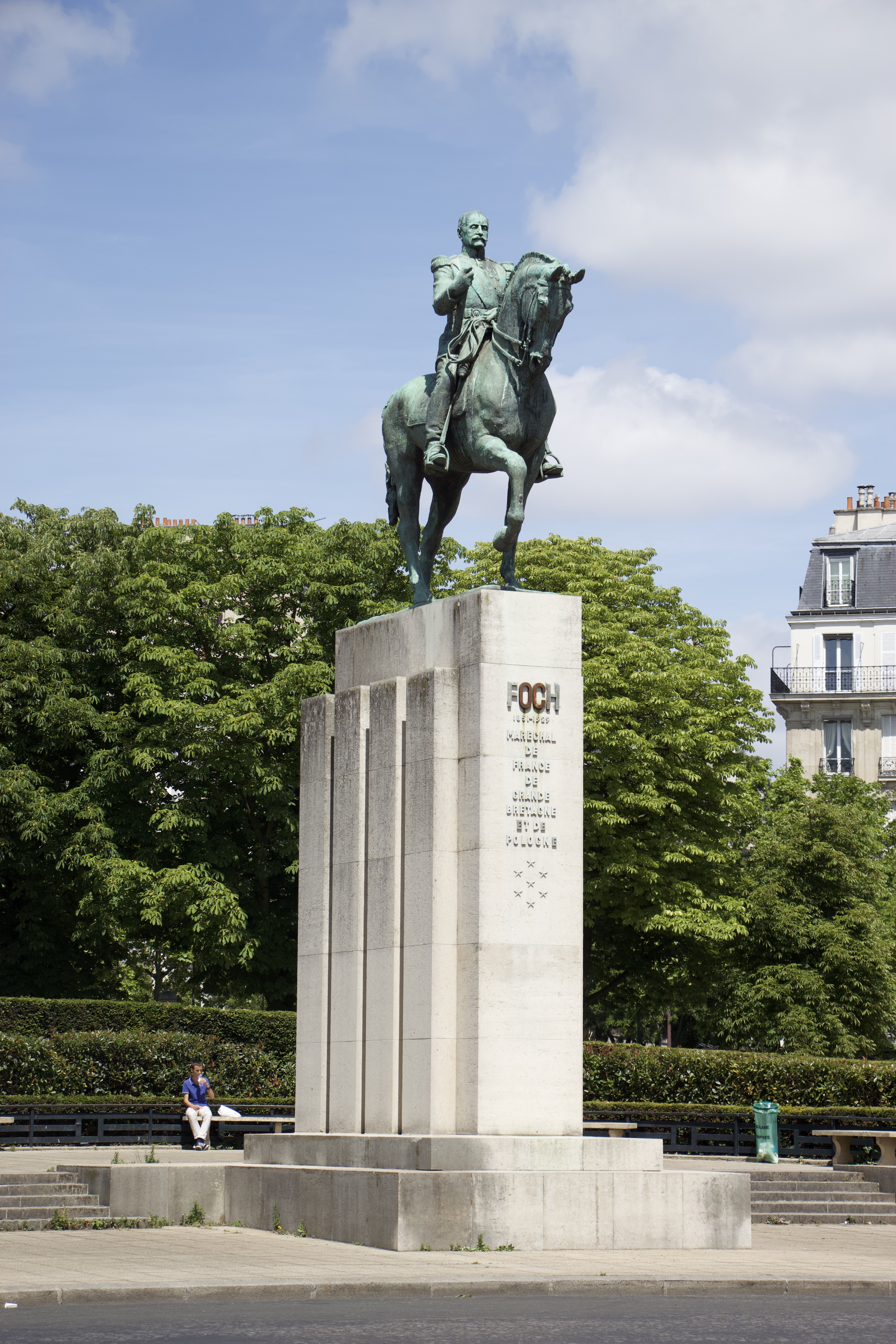
Jezdecká socha maršála Focha v Pařiži
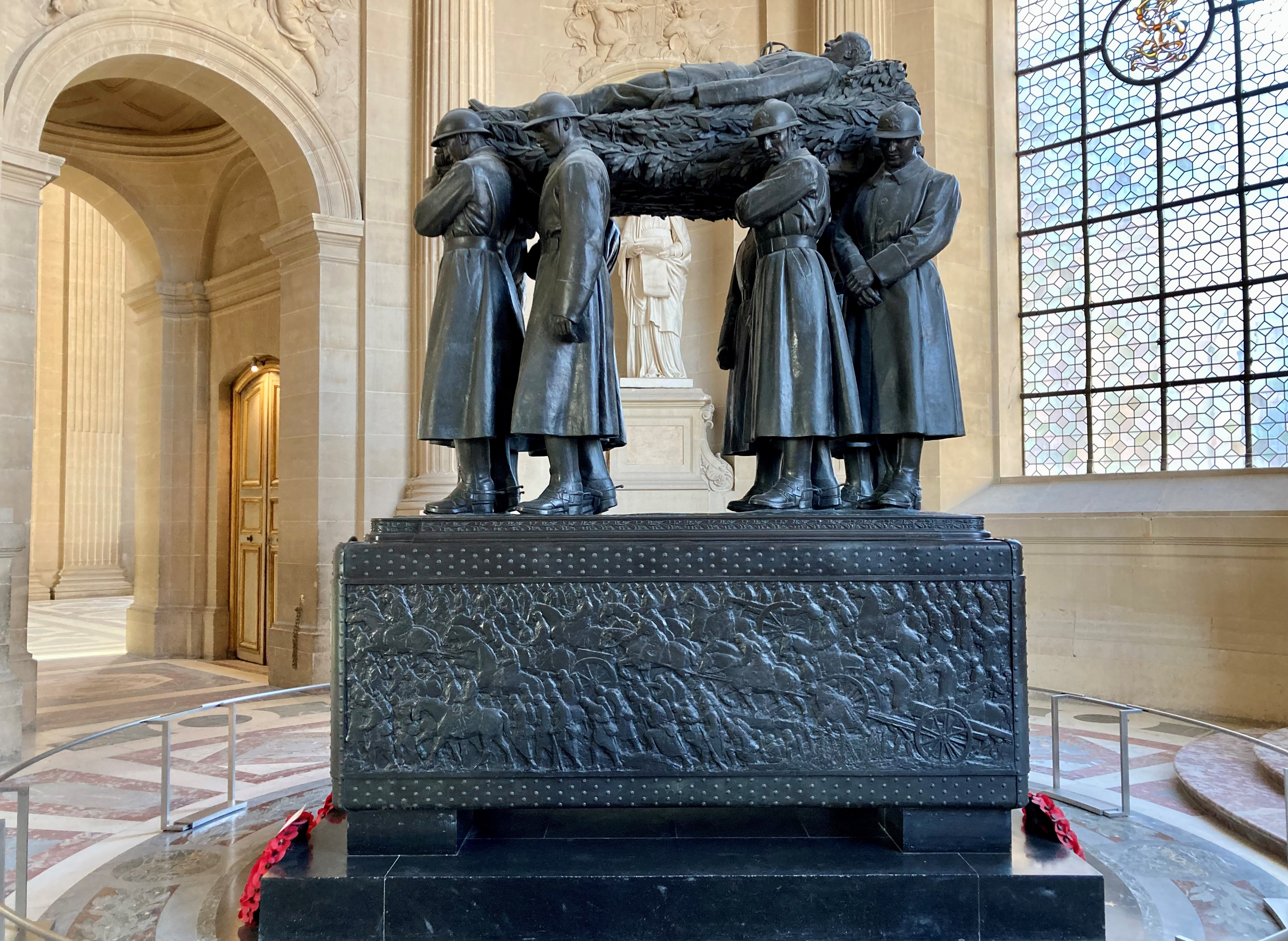
Hrobka maršála Focha v pařížské Invalidovně